# إنكارتا
إنكارتا (بالإنجليزية: Encarta)‏ هي موسوعة إلكترونية كانت تطبعها وتحدثها دوريا شركة مايكروسوفت. توفرت على أقراص مدمجة أو عبر الاشتراك السنوي وفي اللغات الإنكليزية والإسبانية والفرنسية والألمانية واليابانية والإيطالية والهولندية.
وشملت النسخة الممتازة لعام 2005 ما يقارب السبعين ألف مقاله مع الكثير من الصور والمقاطع المصورة والرسوم التوضيحية والخطوط الزمنية. وتتوفر بعض المقالات مجانا على موقع الشركة.
وقد قامت الشركة بعمل عدة نسخ منها من هو مخصص للطلاب تحتوي على آلة حاسبة وأطلس تعليمي والعاب لزيادة المعلومات العامة وهناك نسخ مخصصة للاعمال تحتوي على مجموعة خدمية متنوعية
في مارس 2009، أعلنت مايكروسوفت أنها أوقفت موسوعة إنكارتا على الأقراص ونسخة التي تعمل على الأنترنت. كل مواقع إنكارتا MSN للدول أصبحت لا تعمل، أبقت مايكروسوفت فقط على القاموس dictionary.msn.com حتى تم إقفال الشبكة الكلي عام 2011.